# شوراب محمودوند
شوراب محمودوند، روستایی از توابع بخش ویسیان شهرستان خرم‌آباد در استان لرستان ایران است. پارک جنگلی شورآب در ۱ کیلومتری این روستا قرار دارد.

## جمعیت
این روستا در دهستان شوراب قرار دارد و براساس سرشماری مرکز آمار ایران در سال ۱۳۸۵، جمعیت آن ۴۲۴ نفر (۱۱۱ خانوار) بوده‌است.